# Ольдё
Ольдё (Ольджо́, Олдьуо) — река в Якутии, правый приток Яны.

## Общая информация
Протекает по территории Верхоянского района в основном в юго-западном направлении. Длина реки составляет 330 км. Площадь водосборного бассейна — 16 100 км². Берёт начало из одноимённого озера на восточном склоне хребта Хадаранья (система хребта Черского). В среднем течении имеет извилистое русло. Впадает в Яну в 587 км от её устья. Питание снеговое и дождевое.

## Данные водного реестра
По данным государственного водного реестра России и геоинформационной системы водохозяйственного районирования территории РФ, подготовленной Федеральным агентством водных ресурсов:
- Бассейновый округ — Ленский
- Речной бассейн — Яна
- Речной подбассейн — Яна ниже впадения Адычи
- Водохозяйственный участок — Яна от впадения реки Адычи до устья без реки Бытантай
- Код водного объекта — 18040300212117700020430

### Основные притоки (км от устья)
- 115 км — река Няннели (лв)
- 127 км — река Тённю (пр)
- 157 км — река Тирехтях (лв)